# 井手毛三
井手 毛三（いで もうぞう、1850年2月21日（嘉永3年1月10日）- 1929年（昭和4年）9月15日）は、明治から昭和初期の政治家。衆議院議員、岡山県会議長、岡山県真庭郡落合町長。

## 経歴
美作国真島郡西河内村（岡山県真島郡瀬田河村大字西河内、真庭郡瀬田河村、落合町を経て現真庭市西河内）で、庄屋・井手勘三郎の長男として生れた。親族の山田方谷、その他、進祥山、三島中洲らに師事して漢学を修めた。
1874年（明治7年）副戸長に任じられ、戸長、久米北条郡区長などを歴任し、1877年（明治10年）父の出身地英田郡区務所長となる。1878年（明治11年）4月、共之社に加わり、1879年（明治12年）12月、国会開設建言書提出の作州総代に選出され元老院に提出した。1880年（明治13年）4月、補欠選挙で岡山県会議員に選出され、1890年（明治23年）まで在任。この間、同常置委員、同副議長（1886年）、同議長（1888年）などを務めた。1894年（明治27年）3月、第3回衆議院議員総選挙（岡山県第7区、自由党）で初当選し、以後、第8回総選挙まで再選され、衆議院議員に通算5期在任した。
1908年（明治41年）落合町長に就任し1928年（昭和3年）まで在任。この間、農畜産業の振興、落合高等女学校（のち岡山県立落合高等学校）の設立などに尽力した。

## 国政選挙歴
- 第1回衆議院議員総選挙（1890年7月）
  - 岡山県第6区、自由党、次点落選[4]
  - 岡山県第7区、自由党、次点落選[4]
- 第2回衆議院議員総選挙（1892年2月）
  - 岡山県第5区、自由党、落選[4]
  - 岡山県第6区、自由党、落選[4]
  - 岡山県第7区、自由党、落選[4]
- 第3回衆議院議員総選挙（岡山県第7区、1894年3月、自由党）当選[4]
- 第4回衆議院議員総選挙（1894年9月）
  - 岡山県第6区、自由党、当選[5]
  - 岡山県第7区、無所属、落選[5]
- 第6回衆議院議員総選挙（岡山県第6区、1898年8月、憲政党）当選[5]
- 第7回衆議院議員総選挙（岡山県郡部、1902年8月、立憲政友会）当選[6]
- 第8回衆議院議員総選挙（岡山県郡部、1903年3月、立憲政友会）当選[6]

## 伝記
- 井手毛三翁顕彰会編『民権運動と郷土の創造に生きた井手毛三の事績』井手毛三翁顕彰会、1996年。